# 何塞·埃斯基韦尔
何塞·华金·埃斯基韦尔（西班牙語：José Joaquín Esquivel，1998年1月7日—），墨西哥男子足球运动员，司职后卫。他曾代表墨西哥国奥队参加2020年夏季奥林匹克运动会足球比赛，获得一枚铜牌。